# Руй де Сикейра
Руй де Сикейра (на португалски: Rui de Sequeira) е португалски мореплавател от ХV век, изследовател на Африка.

## Експедиционна дейност (1472)
В края на 1472 г., при поредното придвижване на португалците на юг покрай западния бряг на Африка, пръв пресича екватора. Открива вулкана Камерун (4070 м), залива Камерун (3°55′ с. ш. 9°34′ и. д. / 3.916667° с. ш. 9.566667° и. д.), устието на река Санага (3º 34` с.ш.), естуара Габон (0°15′ с. ш. 9°29′ и. д. / 0.25° с. ш. 9.483333° и. д.), устието на река Огове и достига на юг до нос Санта Катарина (1º 51` ю.ш.)
Нарича лагуната Lago de Curamo край днешния Лагос, от което произлиза името на града, възможно наречен на град Лагос в историческата област Алгарвия, Южна Португалия.
Сикейра установява положението на залива Биафра, примерните граници на африканската държава Бенин и най-важното – че брегът на Африка завива на юг, който факт обезкуражава за около 10 години португалците в надеждата им скоро да заобиколят Африка и да достигнат до Индия.